# ステレオポニー
ステレオポニー（STEREOPONY）は、かつて活動した日本のロックバンド。略称は「ステポ」「ステポニ」。所属レコード会社はSony Records。

## メンバー
AIMI（アイミ）
ボーカル・ギター担当。
1990年9月4日生まれ、沖縄県那覇市出身。血液型A型。身長148cm。
沖縄県立本部高等学校卒業。
中学三年生の時、その当時ファンだったHearts Growというバンドのメンバーに誘われて本部町にある音楽スタジオ「あじさい音楽村」に通うようになり、本部高校に進学して本部で一人暮らしを始める。
雑誌「KERA」の表紙に掲載されたことがあり、2010年6月発売号ではモデルもこなした。
2014年から新井弘毅と共にバンド「ALiCE IN UNDERGROUND」で活動中。
2016年からシンガーソングライターとしても活動中。
NOHANA（ノハナ）
ベース担当。
1989年9月16日生まれ、長崎県島原市出身。血液型A型。身長158cm。
沖縄県立本部高等学校卒業（他の二人より一学年上）。
沖縄の音楽スタジオ「あじさい音楽村」のバンドのファンになったことがきっかけで、音楽をやるために高校進学時に長崎から沖縄に移り住み、沖縄の高校に通いながらその「あじさい音楽村」で楽器の練習を重ねる。もともと沖縄に住みたいという思いが強かった。
紅茶の量をシロップで増やしてしまうほどの甘党であるほか、手羽先が大好物である。
性格は超ポジティブ。
YUIの「Rain」のPVではベースを担当する。
現在は「Draft King」というバンドで活動している。
SHIHO（シホ）
ドラム・コーラス担当。
1990年10月18日生まれ、沖縄県名護市出身。血液型A型。身長158cm。
沖縄県名護市立大宮中学校、沖縄県立本部高等学校卒業。
高校一年の時、たまたま隣の席だったクラスメートのAIMIに誘われて音楽スタジオ「あじさい音楽村」に通うようになる。
お酒が好きで、ライブ後などは必ずといっていいほど飲む。
匂いフェチである。
YUIの「again」のPVではドラムを担当する。
解散後はNOHANAと共にバンド「Draft King」で活動中。

### サポートメンバー
MAO（マオ）
サポートギター。
1992年7月生まれ、広島県福山市出身、血液型B型、身長163cm。
NOHANA、SHIHOと共に「Draft King」で活動している。　

## 来歴
2007年、映画『天国からのエール』のモデルとなった沖縄県本部町にある無料の音楽スタジオ「あじさい音楽村」で楽器を練習していたメンバーでMIXBOXという4人組バンドを結成し、音楽活動を開始する。その後、『青少年ミュージックフェスティバル』でグランプリとなる。
2008年6月、TOKYO FMの『SCHOOL OF LOCK!』内の企画「閃光ライオット」で3次審査福岡予選出場まで残っていたが、SAKIが脱退したため本選出場を辞退する。しかし、直後に出張で福岡に来ていたソニーミュージックの関係者にスカウトされる。

### メジャーデビュー
2008年11月3日、第2回レコ直新人杯で2位となる。
11月5日、1stシングル「ヒトヒラのハナビラ」を発売し、メジャーデビュー。
12月25日、代官山UNITにてワンマンライブ『ステレオポニー×blogri クリスマススペシャルLIVE』を開催。
11月22日に行われたライブ『Heart of Mind』への出演を皮切りに、以降、この頃から各種ライブ・イベントへの出演を始める。

### 2009年
2月11日、2ndシングル「泪のムコウ」を発売し、2/23付オリコン週間シングルランキングで初登場第2位を獲得。
3月21日、Austin Convention Center の Austin Texas での『SXSW 2009 Music Festival Japan Nite』にメジャーデビュー約4カ月で出演する。
4月22日、3rdシングル「I do it」を発売する。
6月17日、1stアルバム『ハイド.ランジアが咲いている』を発売し、収録曲「青春に、その涙が必要だ!」は、lipton500.netで4月28日よりストリーミング配信されたショートムービー『2人の作戦』篇の主題歌に起用される。
7月17日 - 8月22日、初のライブツアー『A hydrangea blooms2009』を開催。
8月19日、4thシングル「スマイライフ」を発売。
11月4日、5thシングル「ツキアカリのミチシルベ」を発売する。
12月16日、1stDVD『1st Tour A hydrangea blooms 2009』を発売。
12月20日にLIQUIDROOMでワンマンライブ『STEREOPONY LOVERS X'MAS LIVE』を開催。

### 2010年
2月17日、6thシングル「はんぶんこ」を発売。
2月18日・20日、大阪BIG CAT・赤坂BLITZでワンマンライブ『ステレオポニー Cherry blossom blooms 2010』を開催。
5月12日、7thシングル「OVER DRIVE」を発売する。
6月9日、2ndアルバム『OVER THE BORDER』をリリース、また同日、初の主催イベント『SPACE AGEGIRLS [69edition]』を原宿アストロホールにて開催する。
6月18日 - 20日、ニュージャージーで行われた、アメリカで最大のアニメコンベンション『AnimeNEXT』に出演。
7月4日、Shibuya BOXXで2ndアルバム購入者を抽選で招待したスペシャルイベントを開催。
7月23日、SHIHOの腱鞘炎悪化の年内完治が困難となったため、7月26日から8月3日にかけて開催予定であったライブツアー『ステレオポニー tour 2010 ”OVER THE BORDER”』の全公演が中止となる。同日より公式ホームページ経由で全中止公演の払い戻しが実施された。また、同様の理由で8月1日に開催の『GIRL POP FACTORY 10』への出演も中止となる。
12月8日、8thシングル『小さな魔法』を発売。
12月12日、代官山UNITで『STEREOPONY LOVERS X’MAS LIVE vol.2』を開催。

### 2011年
2月26日 - 5月20日、対バンツアーを開催、東日本大震災の影響で長崎、大分、福岡の公演でステレオポニーの出演が取り止めになった（他の出演者によって予定通り行われた。）
4月22日 - 24日、アメリカ、ボストンで開催される『Anime Boston』に出演。
7月30日、Zepp Tokyoで行われた『GIRLS' FACTORY 11』に出演。
8月10日、かりゆし58とのコラボレーションシングルとして、9thシングル『たとえば唄えなくなったら』を"ステレオポニー×かりゆし58"名義で発売、また同日発売された『ZONEトリビュート〜君がくれたもの〜』に参加、5曲目の『証』をカバーしている。
9月28日、10thシングル『ありがとう』を発売、『天国からのエール』主題歌。
10月16・21・28日、ワンマンライブ『秋の夜長はLIVEで乗り切れ〜@STEREOPONY-LOVERS.COM』を開催。
12月7日、3rdアルバム『More!More!!More!!!』が発売。
12月24日にShibuya WWWでワンマンライブ『STEREOPONY LOVERS X'MAS LIVE vol.3』を開催。

### 2012年
1月25日、2月1日、初となるミュージックビデオ集『STEREOPONYと申します〜未成年編〜』、『STEREOPONYと申します〜成人編〜』を二週連続で発売。
3月20日 - 4月22日、STEREOPONY Live Tour 2012「More!More!!More!!!」が開催。
4月6日 - 4月12日、アメリカ、シアトルで開催される『Sakura-con 2012』に出演、その後アメリカでのツアー『STEREOPONY U.S.TOUR』を開催。
5月30日、11thシングル『stand by me』が発売。
7月21日、25日、27日、2度目となる対バンツアー『ハンズpresents 「STEREOPONY or Die」』を開催。
8月9日、AIMIが喉のポリープ手術のため7月27日から一ヶ月間活動の静養を発表。今年3月からスタートした『STREOPONY Live Tour 2012「More!More!!More!!!」』北海道公演より喉の異変に気付き、病院の診察の結果、喉にポリープが2か所見つかったとのこと。またAIMIの静養中、SHIHO、NOHANAは単身修行に出るとも発表された。SHIHOは、単身語学留学も兼ねてドラム修行にロサンゼルスに旅立ち、NOHANAは、語学留学を兼ねて韓国へ本場のダンス、ボーカルトレーニングを受けるべく単身短期留学。
9月15日、滋賀県で開催される、西川貴教主催のイナズマロックフェスに出演。
10月2日、解散を発表。
10月6日、ワンマンライブ『秋の夜長はライブで乗り切れvol.2』を開催。
10月24日、12thシングル『Just rock with me/涙なんて見してやんない』リリース。「Just rock with me」はアヴリル・ラヴィーンのプロデューサー兼ギターリストのEvan Taubenfeldをギタリストとして迎えて組んだバンド『EVANPONY』名義。同日、YUIのカバーアルバム『SHE LOVES YOU』に参加、楽曲は『again』。
11月21日、ベストアルバム『BEST of STEREOPONY』を発売。
12月2日、出身地の沖縄で初めてのワンマンライブ『ステレオポニー Final Eve 〜BEST of STEREOPONY〜』を桜坂セントラルで開催。
12月27日、ラストライブ『ステレオポニー Final Live 〜BEST of STEREOPONY〜』を赤坂BLITZで開催。同日、解散。

### 2013年
2月27日、解散ライブを収録した『BEST of STEREOPONY〜Final Live〜』を発売。

## エピソード
- デビュー時期が近いとの理由で、かねてから仲の良かったSCANDALとのコラボで『スキャダルポニー』というバンド名で稀にイベントなどでライブをする。

## ディスコグラフィ

### シングル
|      | 発売日         | タイトル                                                              | 規格   | 規格品番     | 最高順位 |
| ---- | -------------- | --------------------------------------------------------------------- | ------ | ------------ | -------- |
| 1st  | 2008年11月5日  | ヒトヒラのハナビラ                                                    | 12cmCD | SRCL-6876    | 25位     |
| 2nd  | 2009年2月11日  | 泪のムコウ                                                            | 12cmCD | SRCL-6946    | 2位      |
| 2nd  | 2009年2月11日  | 泪のムコウ                                                            | 12cmCD | SRCL-6947    | 2位      |
| 3rd  | 2009年4月22日  | I do it                                                               | CD+DVD | SRCL-7028〜9 | 13位     |
| 3rd  | 2009年4月22日  | I do it                                                               | 12cmCD | SRCL-7030    | 13位     |
| 4th  | 2009年8月19日  | スマイライフ                                                          | CD+DVD | SRCL-7088〜9 | 20位     |
| 4th  | 2009年8月19日  | スマイライフ                                                          | 12cmCD | SRCL-7090    | 20位     |
| 5th  | 2009年11月4日  | ツキアカリのミチシルベ                                                | CD+DVD | SRCL-7145〜6 | 8位      |
| 5th  | 2009年11月4日  | ツキアカリのミチシルベ                                                | 12cmCD | SRCL-7147    | 8位      |
| 5th  | 2009年11月4日  | ツキアカリのミチシルベ                                                | 12cmCD | SRCL-7148    | 8位      |
| 6th  | 2010年2月17日  | はんぶんこ                                                            | CD+DVD | SRCL-7204〜5 | 21位     |
| 6th  | 2010年2月17日  | はんぶんこ                                                            | 12cmCD | SRCL-7206    | 21位     |
| 7th  | 2010年5月12日  | OVER DRIVE                                                            | CD+DVD | SRCL-7255〜6 | 28位     |
| 7th  | 2010年5月12日  | OVER DRIVE                                                            | 12cmCD | SRCL-7257    | 28位     |
| 8th  | 2010年12月8日  | 小さな魔法                                                            | CD+DVD | SRCL-7430〜1 | 23位     |
| 8th  | 2010年12月8日  | 小さな魔法                                                            | 12cmCD | SRCL-7432    | 23位     |
| 8th  | 2010年12月8日  | 小さな魔法                                                            | 12cmCD | SRCL-7433    | 23位     |
| 9th  | 2011年8月10日  | たとえば唄えなくなったら （かりゆし58とのコラボレーション・シングル） | CD+DVD | SRCL-7683〜4 | 52位     |
| 9th  | 2011年8月10日  | たとえば唄えなくなったら （かりゆし58とのコラボレーション・シングル） | 12cmCD | SRCL-7685    | 52位     |
| 10th | 2011年9月28日  | ありがとう                                                            | CD+DVD | SRCL-7764/65 | 26位     |
| 10th | 2011年9月28日  | ありがとう                                                            | CD+DVD | SRCL-7766/67 | 26位     |
| 10th | 2011年9月28日  | ありがとう                                                            | 12cmCD | SRCL-7768    | 26位     |
| 11th | 2012年5月30日  | stand by me                                                           | CD+DVD | SRCL-7990/91 | 30位     |
| 11th | 2012年5月30日  | stand by me                                                           | 12cmCD | SRCL-7992    | 30位     |
| 11th | 2012年5月30日  | stand by me                                                           | 12cmCD | SRCL-7993    | 30位     |
| 12th | 2012年10月24日 | Just rock with me/涙なんて見してやんない                              | CD+DVD | SRCL-8131/32 | 68位     |
| 12th | 2012年10月24日 | Just rock with me/涙なんて見してやんない                              | 12cmCD | SRCL-8133    | 68位     |

### アルバム

#### オリジナルアルバム
|     | 発売日        | タイトル                    | 規格   | 規格品番     | 最高順位 |
| --- | ------------- | --------------------------- | ------ | ------------ | -------- |
| 1st | 2009年6月17日 | ハイド.ランジアが咲いている | CD+DVD | SRCL-7046〜7 | 7位      |
| 1st | 2009年6月17日 | ハイド.ランジアが咲いている | CD     | SRCL-7048    | 7位      |
| 2nd | 2010年6月9日  | OVER THE BORDER             | CD+DVD | SRCL-7277〜8 | 12位     |
| 2nd | 2010年6月9日  | OVER THE BORDER             | CD     | SRCL-7279    | 12位     |
| 3rd | 2011年12月7日 | More!More!More!             | CD+DVD | SRCL-7801/2  | 33位     |
| 3rd | 2011年12月7日 | More!More!More!             | CD+DVD | SRCL-7803/4  | 33位     |
| 3rd | 2011年12月7日 | More!More!More!             | CD     | SRCL-7805    | 33位     |

#### ベストアルバム
|     | 発売日         | タイトル           | 規格   | 規格品番    | 最高順位 |
| --- | -------------- | ------------------ | ------ | ----------- | -------- |
| 1st | 2012年11月21日 | BEST of STEREOPONY | CD+DVD | SRCL-8177/8 | 40位     |
| 1st | 2012年11月21日 | BEST of STEREOPONY | CD     | SRCL-8179   | 40位     |

### 映像作品
|     | 発売日         | タイトル                         | 規格 | 規格品番  |
| --- | -------------- | -------------------------------- | ---- | --------- |
| 1st | 2009年12月16日 | 1st Tour A hydrangea blooms 2009 | DVD  | SRBL-1417 |
| 2nd | 2012年1月25日  | STEREOPONYと申します〜未成年編〜 | DVD  | SRBL-1512 |
| 3rd | 2012年2月1日   | STEREOPONYと申します〜成人編〜   | DVD  | SRBL-1513 |
| 4th | 2013年2月27日  | BEST of STEREOPONY〜Final Live〜 | DVD  | SRBL-1559 |

### 参加作品
|     | 発売日         | タイトル                           | 規格    | 規格品番  | 参加楽曲 |
| --- | -------------- | ---------------------------------- | ------- | --------- | -------- |
| 1st | 2011年8月10日  | ZONEトリビュート〜君がくれたもの〜 | CD2枚組 | SRCL-7680 | 証       |
| 1st | 2011年8月10日  | ZONEトリビュート〜君がくれたもの〜 | CD      | SRCL-7682 | 証       |
| 2nd | 2012年10月24日 | SHE LOVES YOU                      | CD      | SRCL-8135 | again    |

## タイアップ一覧
| 使用年 | 曲名                     | タイアップ                                                                                   | 収録作品                                                                      |
| ------ | ------------------------ | -------------------------------------------------------------------------------------------- | ----------------------------------------------------------------------------- |
| 2008年 | ヒトヒラのハナビラ       | テレビ東京系アニメ『BLEACH』17thエンディングテーマ                                           | 「ヒトヒラのハナビラ」 「ハイド.ランジアが咲いている」 「BEST of STEREOPONY」 |
| 2009年 | 泪のムコウ               | MBS・TBS系アニメ『機動戦士ガンダム00（セカンドシーズン）』オープニングテーマ（#14 - #25）    | 「泪のムコウ」 「ハイド.ランジアが咲いている」 「BEST of STEREOPONY」         |
| 2009年 | 青春に、その涙が必要だ!  | LIPFESショートムービー「2人の作戦」篇主題歌                                                  | 「ハイド.ランジアが咲いている」 「BEST of STEREOPONY」                        |
| 2009年 | 青春に、その涙が必要だ!  | リプトン「リプトン紙パック500ml」『2人の作戦』篇CMソング                                     | 「ハイド.ランジアが咲いている」 「BEST of STEREOPONY」                        |
| 2009年 | 青春に、その涙が必要だ!  | TBS『メガデジ』6月度エンディングテーマ                                                       | 「ハイド.ランジアが咲いている」 「BEST of STEREOPONY」                        |
| 2009年 | スマイライフ             | 松竹配給アニメ映画『ヤッターマン 新ヤッターメカ大集合! オモチャの国で大決戦だコロン!』主題歌 | 「スマイライフ」 「OVER THE BORDER」 「BEST of STEREOPONY」                   |
| 2009年 | ツキアカリのミチシルベ   | TBS系アニメ『DARKER THAN BLACK -流星の双子-』オープニングテーマ                              | 「ツキアカリのミチシルベ」 「OVER THE BORDER」 「BEST of STEREOPONY」         |
| 2010年 | Dreamin'                 | コナミデジタルエンタテインメント ニンテンドーDS用ゲームソフト「うたっち」CMソング            | 「はんぶんこ」                                                                |
| 2010年 | OVER DRIVE               | 読売テレビ・日本テレビ系 木曜ナイトドラマ『プロゴルファー花』主題歌                          | 「OVER DRIVE」 「OVER THE BORDER」 「BEST of STEREOPONY」                     |
| 2010年 | 星屑カンテラ             | ヤマザキナビスコ「ビッツサンド」『ハイキング女子』篇CMソング                                 | 「OVER THE BORDER」 「BEST of STEREOPONY」                                    |
| 2010年 | 小さな魔法               | テレビ東京系アニメ『テガミバチ REVERSE』オープニングテーマ                                   | 「小さな魔法」 「More!More!More!」 「BEST of STEREOPONY」                     |
| 2011年 | SHOOTING STAR            | HONDA「ジョルノ」Web CMソング                                                                | 「たとえば唄えなくなったら」                                                  |
| 2011年 | たとえば唄えなくなったら | チバテレ『ハピはぴ・モーニング〜ハピモ〜』エンディングテーマ                                 | 「たとえば唄えなくなったら」 「More!More!More!」 「BEST of STEREOPONY」       |
| 2011年 | ありがとう               | アスミック・エース配給映画『天国からのエール』主題歌                                         | 「ありがとう」 「More!More!More!」 「BEST of STEREOPONY」                     |
| 2012年 | アイ アム ア ヒーロー    | テレビ東京系『ポケモンスマッシュ!』1月クールエンディングテーマ                               | 「More!More!More!」                                                           |
| 2012年 | stand by me              | MBS・TBS系アニメ『エウレカセブンAO』エンディングテーマ                                       | 「stand by me」 「BEST of STEREOPONY」                                        |

## 出演

### ライブ
| 日程                      | タイトル                                         | 会場                                   |
| ツアー                    | ツアー                                           | ツアー                                 |
| ------------------------- | ------------------------------------------------ | -------------------------------------- |
| 2009年7月17日 - 8月22日   | A hydrangea blooms2009                           | 3都市4会場                             |
| 2011年10月16・21・28日    | 秋の夜長はLIVEで乗り切れ〜@STEREOPONY-LOVERS.COM | Shibuya WWW、Shangri-La、ell.FITS ALL  |
| 2012年3月20日 - 4月22日   | STEREOPONY Live Tour 2012「More!More!More!」     | 5都市5会場                             |
| 2012年4月10日 - 4月12日   | STEREOPONY U.S.TOUR                              | アメリカ3都市4会場                     |
| 対バンツアー              |                                                  |                                        |
| 2011年2月26日 - 5月20日   | ステレオポニーと申します。                       | 12都市12会場                           |
| 2012年7月21日・25日・27日 | ハンズpresents 「STEREOPONY or Die」             | 下北沢GARDEN、Shangri-La、ell.FITS ALL |
| ワンマン                  |                                                  |                                        |
| 2009年12月20日            | STEREOPONY LOVERS X'MAS LIVE                     | LIQUIDROOM                             |
| 2010年2月18日・20日       | ステレオポニー Cherry blossom blooms 2010        | 大阪BIG CAT、赤坂BLITZ                 |
| 2010年12月12日            | STEREOPONY LOVERS X’MAS LIVE vol.2               | 代官山UNIT                             |
| 2011年12月24日            | STEREOPONY LOVERS X’MAS LIVE vol.3               | Shibuya WWW                            |
| 2012年10月6日             | 秋の夜長はライブで乗り切れvol.2                  | 渋谷CLUB QUATTRO                       |
| 2012年12月2日             | ステレオポニー Final Eve 〜BEST of STEREOPONY〜  | 桜坂セントラル                         |
| 2012年12月27日            | ステレオポニー Final Live 〜BEST of STEREOPONY〜 | 赤坂BLITZ                              |
| 主催イベント              |                                                  |                                        |
| 2010年6月9日              | SPACE AGEGIRLS [69edition]                       | 原宿アストロホール                     |

### インターネットラジオ
- ポニラジ （公式サイトでの配信、不定期更新）

PCサイトでは最新回と前回を無料で常時配信している。
携帯サイトでは全ての回を常時配信しているが、最新回以外は有料会員のみ視聴できる。
感想は公式サイト内のBBSに書き込む形式をとっている。

## 記録
- 青少年ミュージックフェスティバル2007 グランプリ
- 第2回 レコ直♪新人杯 2位（「ヒトヒラのハナビラ」）[5]